# Regla de les fases de Gibbs
En química i termodinàmica, la regla de les fases de Gibbs descriu el nombre de graus de llibertat (F) en un sistema tancat en equilibri, en termes del nombre de fases separades (P) i el nombre de components químics (C) del sistema. Aquesta regla estableix la relació entre aquests 3 nombres sencers donada per:
{\displaystyle F=C-P+2\,}
La regla de les fases de Gibbs va ser derivada de principis termodinàmics per Josiah Willard Gibbs cap al 1870.

## Deducció
Les variables (intensives) necessàries per a descriure el sistema són la pressió (+1), la temperatura (+1) i les fraccions molars relatives dels components en cada fase (+P(C-1)) de cadascun dels components de cada fase, això ens dona un nombre màxim de graus de llibertat m = P(C-1)+2 per a un sistema qualsevol.
La condició termodinàmica important és que en equilibri el canvi de l'energia lliure de Gibbs quan es produïxen petites transferències de massa entre les fases és zero. Aquesta condició equival que el potencial químic de cada components sigui el mateix en totes les fases, això imposa r = C(P-1) restriccions o equacions més per a un sistema en equilibri.
La regla de Gibbs per a l'equilibri afirma precisament que F = m - r = C - P + 2.